# Welf II av Bayern

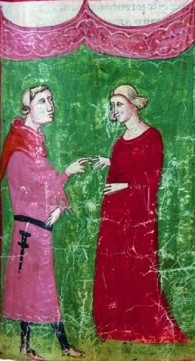

Welf II av Bayern, född 1072, död 1120, var regerande hertig av Bayern från 1101 till 1120. 